# جسر النيل الأبيض (السودان)

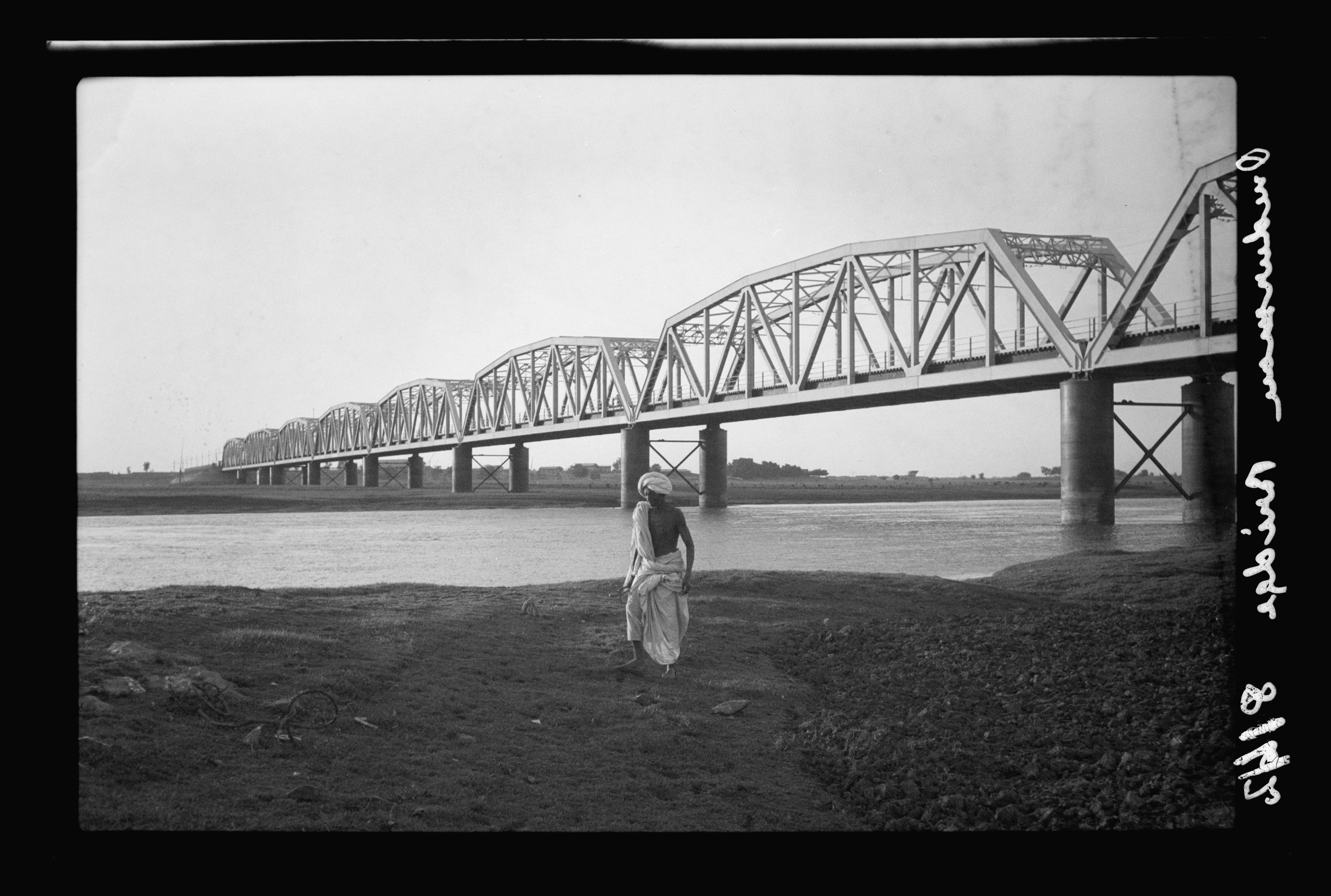
كبري النيل الأبيض المؤدي إلى ام درمان

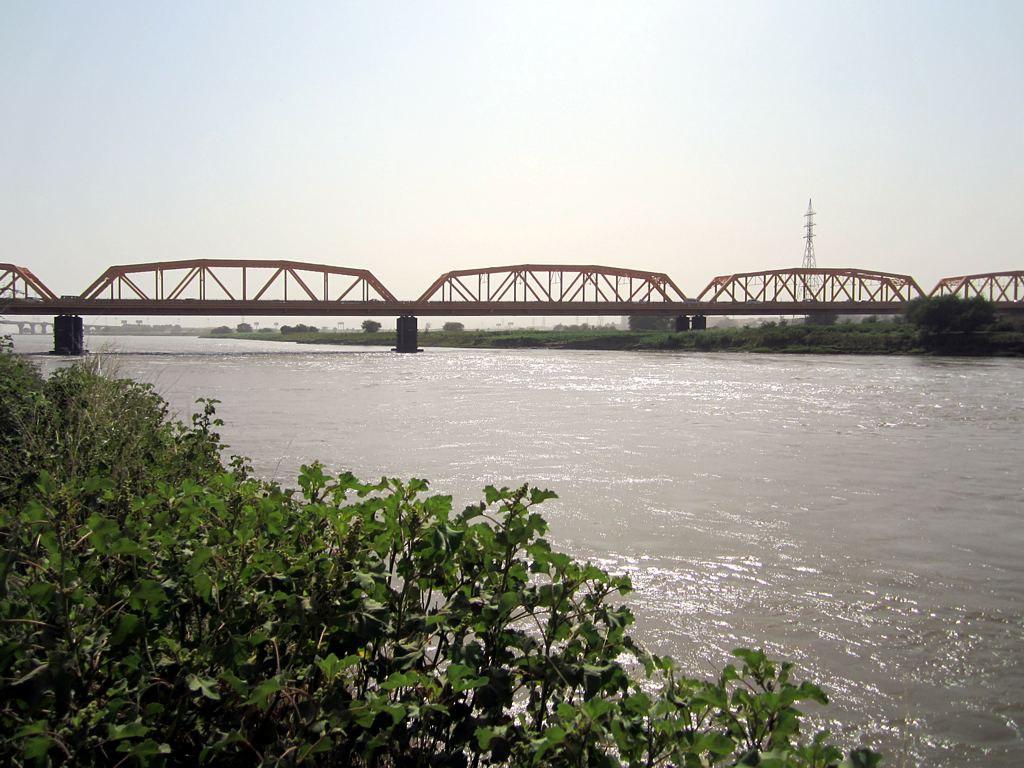
كبري النيل الأبيض

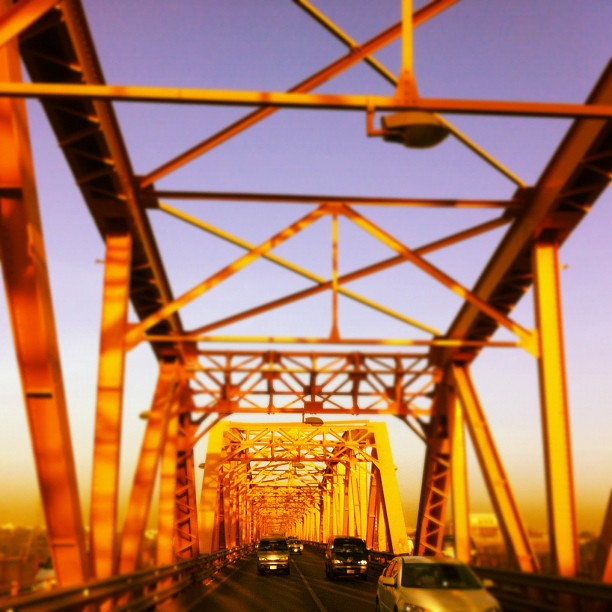
كبري النيل الأبيض القديم

يقع جسر النيل الأبيض بين الخرطوم وأم درمان فوق النيل الأبيض، ويبعد عن كوبري النيل الأزرق القديم بحوالي 1400 متر من جهة أم درمان، و1100 متر من ناحية الخرطوم، ويبلغ عرض الجزيرة الصناعية التي تفصل الإتجاهين متراً وربع المتر، وفي كل إتجاه توجد 3 مسارات للسيارات، حيث يتسع كل إتجاه لثلاث سيارات عابرة.
كانت التربة رخوة بجهة أم درمان إحدى معوقات هذا المشروع إلا أنه تم التغلب على هذه المعضلة باستخدام طريقة ركائز الحجر المكسور، ونسبة لتعقيد تركيب الجسر فقد إحتاج العمل إلى تقنيات متطورة، وذلك لبعدها عن بعضها البعض ولارتفاع الجسر الكبير فوق سطح النيل.

### الطول
يبلغ طول الطرق الموصلة للكبري 2593 متراً، منها 2285 متر من ناحية أم درمان، و1308 متر من ناحية الخرطوم، ويبلغ عرض شارع الجسر 30 متراً. وتوجد قنطرتان بارتفاع 4.5 متراً وعرض خمسة أمتار لمرور السيارات تحت الطريق «واحدة من ناحية الخرطوم والأخرى من ناحية أم درمان».
يبلغ طول الكوبري 4400 متراً، وينتهي الجسر في كل من أم درمان والخرطوم بتقاطعات مرورية.
تم توقيع عقد إنشاء الجسر في السابع والعشرين من مارس 1994 م بين ولاية الخرطوم «ممثلة في وزارة الشئون الهندسية» وشركة جيلين الصينية بمبلغ 50 مليون و880 ألف دولار أمريكي، وبدأ العمل في أغسطس 1994م، وتم افتتاحه في عام 2000م.